# 南海多奈川線

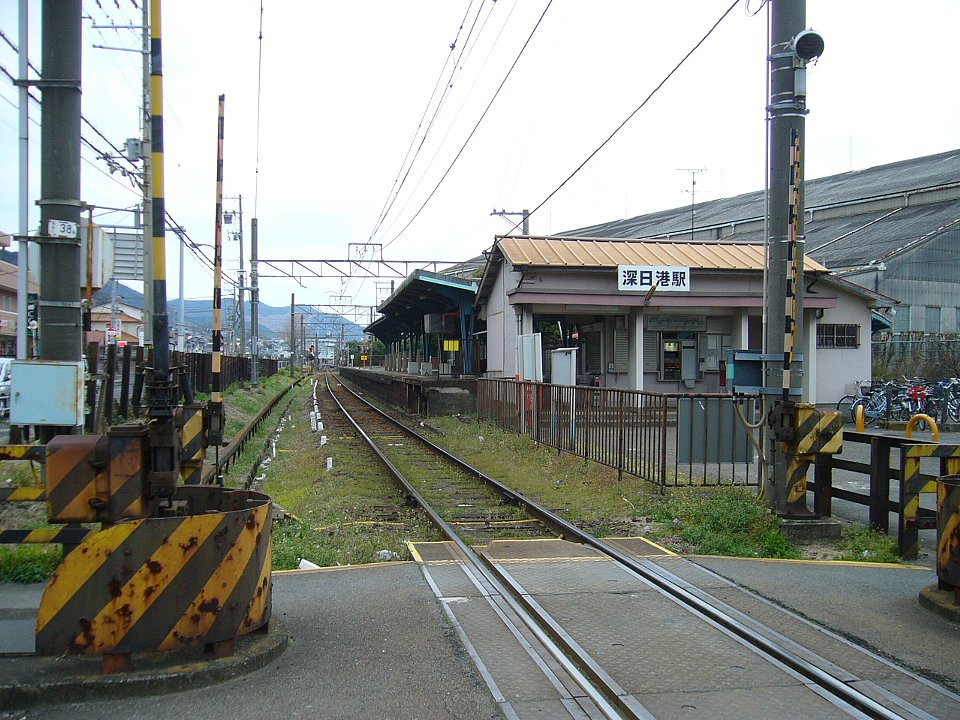
かつて淡路航路と連絡していた深日港駅

多奈川線（たながわせん）は、大阪府泉南郡岬町のみさき公園駅から多奈川駅までを結ぶ南海電気鉄道の鉄道路線である。

## 路線データ
- 路線距離（営業キロ）：2.6km
- 軌間：1067mm
- 駅数：4駅（起終点駅含む）
- 複線区間：なし（全線単線）
- 電化区間：全線電化（直流1500V）
- 閉塞方式：自動閉塞式

## 運行形態
全列車がワンマン運転の2両編成で、みさき公園駅 - 多奈川駅間を往復する線内折り返し運転の普通車（普通列車）である。平日の朝夕・夜間はおおむね20分から30分間隔、平日昼間と土日祝日はおおむね1時間間隔で運転される。車両は2000系電車や7100系電車が使用される。過去には2200系なども使用された。
1990年代まで深日港より大阪湾フェリー・深日海運の淡路航路があり、難波駅 - 多奈川駅間を直通する-急行-「淡路号」が1993年まで運転されていた（春木駅停車の白線急行として運転）。「淡路号」には、初代1000系・7000系・7100系・9000系・2代目1000系電車が6両編成で使用されていた。

## 歴史
潜水艦や海防艦を建造していた川崎重工業泉州工場への通勤の足として、1944年（昭和19年）に開業した。終点の多奈川駅の他に、多奈川線が深日の集落に近接して敷設されたことから深日町駅も設けられ、南海本線の南淡輪（現・みさき公園） - 孝子間にあった深日駅は旅客営業廃止（翌年貨物営業も廃止）となった。
1948年（昭和23年）には川崎重工業泉州工場の船溜を改修して深日港が完成し、合わせて深日港駅が開業。淡路航路（深日海運、後に大阪湾フェリーも）と四国航路（徳島フェリー）が開設され、難波から連絡急行の運転が開始されて、大阪 - 淡路島・徳島間を最短で結ぶメインルートとして賑わっていた。しかし、1970年代以降は大阪港や神戸港に発着するフェリーや高速船の充実もあって、深日港ルートを利用する旅客は次第に減少し、1993年（平成5年）に難波 - 和歌山市間の急行の増発（1時間2本→3本）に伴い連絡急行は廃止された。その後、1998年（平成10年）の明石海峡大橋の開通によって旅客や航送車などが激減したため、深日海運・徳島フェリーは廃止され、大阪湾フェリーは南海淡路ラインとなり泉佐野港発着に変更されたが、これも2007年（平成19年）1月末で休止となった。
長年、岬町地域の足として機能しているが、年表の通り2023年には利用状況を踏まえた減便および運行時間帯縮小などの合理化が行われている。また路線の大部分が岬町が運行するミニループバスみさき（町内巡回コミュニティバス、1乗車100円）と並行しており、所要時間も大きく変わらない。

### 年表
- 1944年（昭和19年）
  - 5月31日 南淡輪（現・みさき公園） - 多奈川間が開業。
  - 6月1日 会社合併により近畿日本鉄道の路線となる。
- 1947年（昭和22年）6月1日 会社分離により南海電気鉄道多奈川線となる。
- 1948年（昭和23年）11月3日 深日港駅開業。
- 1957年（昭和32年）1月1日 南淡輪駅をみさき公園駅に改称。
- 1980年（昭和55年）9月1日：PTCを導入[2]。
- 1993年（平成5年）4月18日 急行「淡路号」廃止[1]。
- 2001年（平成13年）3月24日 ワンマン運転開始。
- 2023年（令和5年）10月21日 ダイヤ修正。利用状況を踏まえ運行本数を平日46往復から26往復、土休日37往復から23往復へ大幅に減便。始発列車の繰り下げ、終電の繰り上げを実施[3]。また、みさき公園駅以外のすべての駅が無人化。

## 駅一覧
- 全駅大阪府泉南郡岬町内に所在。
- 普通車のみ運転、全列車が線内すべての駅に停車する。線内での行き違い（列車交換）はない。

| 駅番号 | 駅名         | 駅間キロ | 営業キロ | 接続路線                |
| ------ | ------------ | -------- | -------- | ----------------------- |
| NK41   | みさき公園駅 | -        | 0.0      | 南海電気鉄道： 南海本線 |
| NK41-1 | 深日町駅     | 1.4      | 1.4      |                         |
| NK41-2 | 深日港駅     | 0.7      | 2.1      |                         |
| NK41-3 | 多奈川駅     | 0.5      | 2.6      |                         |